# GNU PDF
GNU PDF è un progetto GNU che mira a implementare completamente con software libero il formato Portable Document Format.
Anche se altri progetti analoghi, come ad esempio Poppler, forniscono già un buon supporto al formato PDF, nessuno offre un'implementazione completa. Ad esempio, form interattivi e il supporto al contenuto multimediale incorporato sono ancora scarsi.
Il lavoro attuale è concentrato sulla libreria libgnupdf e sul PDF Knowledge Database. È stato pianificato lo sviluppo di un editor/visualizzatore chiamato Juggler, ma la scrittura del relativo codice non è ancora iniziata.
Dal 6 ottobre 2011 non è più un progetto ad alta priorità della Free Software Foundation, principalmente per la disponibilità dell'analoga e più matura libreria Poppler, anch'essa free software.